# Калофер Христозов
Калофер Христозов е български гимнастик, бивш състезател по спортна гимнастика.
Два пъти става бронзов медалист на европейските първенства през 1989, 1990 на кон с гривни, а на европейското през 1991 г. печели златото на успоредка.
През 1988 г. на Летните олимпийски игри в Сеул се класира на шесто място в многобоя. В шампионата на уредите е четвърти на халки и успоредка. Отборът на България завършва на престижното 5-о място в състав Калофер Христозов, Димитър Тасков, Любомир Герасков, Диян Колев, Стойко Гочев и Петър Георгиев.